# Jorge Silva Melo
Pour les articles homonymes, voir Jorge Silva et Silva.
Jorge Silva Melo est un metteur en scène, scénariste, réalisateur et acteur portugais né le 7 août 1948 à Lisbonne au Portugal et mort le 14 mars 2022 dans la même ville.

## Filmographie
R : réalisateur ; S : scénariste
- 1979 : E Não Se Pode Exterminá-lo? (téléfilm) R

- 1980 : Passagem ou a Meio Caminho R, S
- 1985 : Ninguém Duas Vezes R, S
- 1987 : Agosto R, S
- 1987 : Les Montagnes de la Lune (O Desejado) de Paulo Rocha S
- 1989 : Um Passo, Outro Passo e Depois... de Manuel Mozos S
- 1992 : Xavier de Manuel Mozos S
- 1993 : Coitado do Jorge R, S
- 1993 : Longe Daqui de João Guerra S
- 1997 : A Entrada na Vida R
- 1999 : António, Um Rapaz de Lisboa R, S
- 1999 : A Marca de Bravo R
- 2000 : O Pedido de Emprego de Pedro Caldas S
- 2004 : Conversas com Glícínia R, S
- 2008 : Álvaro Lapa: A Literatura R, S
- 2009 : A Felicidade R, S

### En tant qu'acteur
- 1970 : Quem Espera por Sapatos de Defunto Morre Descalço de João César Monteiro
- 1979 : E Não se Pode Exterminá-lo? de lui-même et de Solveig Nordlund (téléfilm)
- 1982 : Sylvestre de João César Monteiro : D. Paio
- 1982 : Moi, l'autre (Conversa Acabada) de João Botelho : Narrateur/Fausto
- 1982 : L'Île des amours (A Ilha dos Amores) de Paulo Rocha : peintre
- 1983 : No Speaking de Luís Fonseca Fernandes :
- 1985 : Le Soulier de satin de Manoel de Oliveira : deuxième prêtre
- 1985 : Vertiges de Christine Laurent : Urbain
- 1986 : Uma Rapariga no Verão de Vítor Gonçalves
- 1987 : Repórter X de José Nascimento : Camilo
- 1987 : O Bobo de José Álvaro Morais : voix
- 1991 : Swing Troubadour de Bruno Bayen : Victor Largillière
- 1992 : Das Tripas Coração de Joaquim Pinto

## Théâtre
- 1984 : Spinoza et Vermeer de Gilles Aillaud, mise en scène Jean Jourdheuil et Jean-François Peyret, Théâtre Gérard Philipe, Théâtre de la Bastille.